# Дублін (Огайо)
Дублін (англ. Dublin) — місто (англ. city) в США, в округах Франклін, Делавер і Юніон штату Огайо. Населення — 49 328 осіб (2020).

## Географія
Дублін розташований за координатами 40°6′41″ пн. ш. 83°8′40″ зх. д. / 40.11139° пн. ш. 83.14444° зх. д. (40.111304, -83.144314).  За даними Бюро перепису населення США в 2010 році місто мало площу 64,23 км², з яких 63,29 км² — суходіл та 0,93 км² — водойми.

## Демографія
Згідно з переписом 2010 року, у місті мешкала 41 751 особа в 14 984 домогосподарствах у складі 11 656 родин. Густота населення становила 650 осіб/км².  Було 15779 помешкань (246/км²).
Расовий склад населення:
| - 80,5 % — білих - 15,3 % — азіатів - 1,8 % — чорних або афроамериканців - 0,1 % — корінних американців |

До двох чи більше рас належало 1,8 %. Частка іспаномовних становила 1,8 % від усіх жителів.
За віковим діапазоном населення розподілялося таким чином: 30,4 % — особи молодші 18 років, 61,8 % — особи у віці 18—64 років, 7,8 % — особи у віці 65 років та старші. Медіана віку мешканця становила 38,3 року. На 100 осіб жіночої статі у місті припадало 97,6 чоловіків;  на 100 жінок у віці від 18 років та старших — 94,0 чоловіків також старших 18 років.
Середній дохід на одне домашнє господарство  становив 155 720 доларів США (медіана — 121 020), а середній дохід на одну сім'ю — 174 275 доларів (медіана — 139 860). Медіана доходів становила 100 873 долари для чоловіків та 63 415 доларів для жінок. За межею бідності перебувало 2,6 % осіб, у тому числі 3,2 % дітей у віці до 18 років та 4,0 % осіб у віці 65 років та старших.
Цивільне працевлаштоване населення становило 21 987 осіб. Основні галузі зайнятості: освіта, охорона здоров'я та соціальна допомога — 21,2 %, науковці, спеціалісти, менеджери — 17,0 %, фінанси, страхування та нерухомість — 15,4 %.